# Ivan Wahla
Ivan Wahla (26. únor 1963, Český Těšín) je český architekt, vysokoškolský pedagog a spisovatel. Podílí se na vydavatelské činnosti spolku Obecní dům Brno. V roce 2010 byl jmenován docentem architektury na VUT Brno.